# The Hot Chick
The Hot Chick (conocida como ¡Este cuerpo no es el mío! en España y Este cuerpo no es mío en Hispanoamérica), es una película estadounidense de 2002, dirigida por Tom Brady. Esta comedia protagonizada por Rob Schneider, trata de un criminal que misteriosamente cambia de cuerpo con una chica muy popular llamada Jessica, interpretada por la actriz Rachel McAdams. Durante el transcurso de la historia Jessica con la ayuda de sus amigas intentarán recobrar el cuerpo de esta y en este proceso tendrá que soportar difíciles situaciones sociales debido a su nuevo aspecto físico.
El reparto está conformado por Anna Faris, Angie Stone y Michelle Branch.

## Argumento
Jessica Spencer es la típica chica popular que cree que su vida es perfecta. Es la chica más guapa del instituto y su pareja actual es el chico más popular del equipo de fútbol americano, Billy. Además, es la capitana del equipo de animadoras.
Un día, en el centro comercial, ella ingresa a una tienda de antigüedades con sus amigas, y manifiesta su deseo por comprar unos aretes, pero la dueña del establecimiento se niega a venderlos. Por esta razón, con la ayuda de sus amigas se los roba.
Entretanto, en otro lugar de la ciudad, un delincuente llamado Clive (Taquito en Hispanoamérica) está asaltando una gasolinera. En ese momento, Jessica y sus amigas hacen una parada en la estación de gasolina, y confunden a Clive con un empleado del lugar. De esta manera, demandan que él las atienda, y acto seguido el obedece las órdenes de ellas para evitar levantar sospechas. Después de esto, Jessica accidentalmente pierde uno de los aretes, y sin darse cuenta abandona la estación de gasolina. Clive encuentra el otro arete en el suelo y se lo lleva a su casa. 
Más tarde, Jessica y Clive se prueban sus respectivos aretes al mismo tiempo, causando una cadena de eventos inesperados. Jessica se levanta a la mañana siguiente, y descubre que se encuentra atrapada en el cuerpo de Clive, al igual que Clive en el cuerpo de Jessica.
A partir de este momento, Jessica en el cuerpo de Clive tendrá que vivir situaciones difíciles y cómicas en la escuela y en las tareas diarias. Por otro lado, Clive se da cuenta de que con su nuevo aspecto físico tiene la admiración del sexo opuesto, y aprovecha la situación para robar carros y empieza a trabajar como bailarina de un club nocturno con un sueldo bien remunerado. 
A través de todo este proceso complejo, Jessica recibirá la ayuda y el apoyo de su inseparable y mejor amiga, April. Conjuntamente, Jessica descubrirá diversos problemas que no ha logrado percibir en su vida, y logrará comprender a su familia de una forma más profunda, al igual que fortalecerá el lazo de amistad con sus amigas. Además, el amor que siente por Billy, su novio aumentará. Esta situación le convertirá en una persona más humilde, amigable y que está mejorando día a día.
De otro lado, April se enamora del aspecto físico de Clive, pero después se da cuenta de que este amor es imposible. Más tarde, Jessica regresa al local comercial donde compró los aretes, y la vendedora le narra que en el pasado, los aretes pertenecieron a una princesa egipcia, y ésta para evitar la boda con un príncipe elegido por su padre, decide utilizarlos con su sirvienta para evitar la situación. Sin embargo, la princesa nunca logra recuperar su cuerpo y permanece su vida entera como esclava. Seguidamente, la dueña de la tienda le explica que si desea recuperar su cuerpo deberá localizar el otro arete antes de que desaparezca la Luna llena.
De otra parte, una compañera de la escuela logra ver a Jessica en el noticiero de la televisión, asaltando a un tipo. Esta información ayuda a localizar el cuerpo de Jessica. Finalmente esta recupera su cuerpo tras una compleja pelea con Clive en el club nocturno. Al final, Clive y Jessica logran recuperar sus cuerpos, pero él es arrestado por su historia judicial, sin embargo, él logra fugarse de la policía pero termina secuestrado por un hombre al abordar su auto tras su intento de escape.

## Reparto
| Actor / Actriz       | Personaje                                |
| -------------------- | ---------------------------------------- |
| Rob Schneider        | Clive Maxtone / Jessica Spencer          |
| Rachel McAdams       | Jessica Spencer / Clive Maxtone          |
| Anna Faris           | April Thomas                             |
| Matthew Lawrence     | Billy                                    |
| Eric Christian Olsen | Jake                                     |
| Michael O'Keefe      | Richie Spencer                           |
| Melora Hardin        | Carol Spencer                            |
| Alexandra Holden     | Lulu                                     |
| Maritza Murray       | Keecia                                   |
| Tia Mowry            | Venetia                                  |
| Samia Doumit         | Eden                                     |
| Megan Kuhlmann       | Hildenburg                               |
| Ashlee Simpson       | Monique                                  |
| Adam Sandler         | Chico que toca el bongo (no acreditado). |
| Tony Wilde           | Spizoni                                  |
| Tamera Mowry         | Sissy                                    |
| Jodi Long            | Madre de Keecia                          |
| Michelle Branch      | DJ                                       |
| Maria-Elena Laas     | Bianca                                   |
| Angie Stone          | Madame Mambuza                           |
| Robert Davi          | Padre de April                           |
| Leila Kenzle         | Madre de April                           |

## Banda sonora
| Título de la canción                       | Intérpretes                   |
| ------------------------------------------ | ----------------------------- |
| "That's What Girls Do"                     | No secrets                    |
| "Les Sauvages"                             | Les Sans Culottes             |
| "Si Si"                                    | Issa Bagayogo                 |
| "Do Whatcha Wanna Do"                      | The Cuff Links                |
| "Take Tomorrow (One Day at a Time)"        | Butch Walker                  |
| "Now Understand This"                      | Boomkat                       |
| "Do It (Til You're Satisfied)"             | B.T. Express                  |
| "Sao Salvador Da Bahia"                    | Joss Baselli y Armand Canfora |
| "Monday Mi Amor"                           | Soluna                        |
| "The Authority Song"                       | Jimmy Eat World               |
| "Firecracker"                              | Roxy Saint                    |
| "Stick 'Em"                                | Liquid Todd y Dr. Luke        |
| "You're Pretty Good Looking"               | The White Stripes             |
| "AM To PM"                                 | Christina Milian              |
| "Good Stuff"                               | Kelis                         |
| "Shake It Fast"                            | Mystikal                      |
| "Sexiest Man in Jamaica"                   | Mint Royale                   |
| "Mambo Dance"                              | Fu Manchu                     |
| "Dulce Amanecer"                           | Daniel Indart                 |
| "Ash to Ash"                               | Loudermilk                    |
| "He's the Greatest Dancer"                 | Sister Sledge                 |
| "More Than a Woman"                        | Bee Gees                      |
| "You'll Never Find Another Love Like Mine" | Lou Rawls                     |
| "Fever For The Flava"                      | Hot Action Cop                |
| "I'd Do Anything"                          | Simple Plan                   |
| "You Get Me"                               | Michelle Branch               |

## Premios
| Año  | Resultado | Premio        | Categoría                             |
| ---- | --------- | ------------- | ------------------------------------- |
| 2003 | Nominado  | Golden Fleece | _                                     |
| 2003 | Nominado  | Taurus Award  | Mejor doble de riesgo - Dorenda Moore |